# Висока на Кисуци
Висока на Кисуци (слч. Vysoká nad Kysucou) насељено је мјесто са административним статусом сеоске општине (слч. obec) у округу Чадца, у Жилинском крају, Словачка Република.

## Становништво
| Година:    | 1994. | 2004.   | 2014.   | 2024.    |
| ---------- | ----- | ------- | ------- | -------- |
| Број људи: | 3152  | 2984    | 2709    | 2437     |
| Разлика:   |       | -5,32 % | -9,21 % | -10,04 % |

| Година:    | 2023. | 2024.   |
| ---------- | ----- | ------- |
| Број људи: | 2487  | 2437    |
| Разлика:   |       | -2,01 % |

Према подацима о броју становника из 2024. године насеље је имало 2437 становника.